# Doing Time: Life Inside the Big House
Pour plus de détails, voir Fiche technique et Distribution.
Doing Time: Life Inside the Big House est un film américain réalisé par Alan Raymond, sorti en 1991.

## Synopsis
Le film documente la vie dans le pénitencier fédéral de Lewisburg.

## Fiche technique
- Titre : Doing Time: Life Inside the Big House
- Réalisation : Alan Raymond
- Photographie : Alan Raymond
- Montage : Alan Raymond
- Narrateur : Alan Raymond
- Production : Alan Raymond et Susan Raymond
- Pays :  États-Unis et  Canada
- Genre : Documentaire
- Durée : 60 minutes
- Dates de sortie : 
  -  États-Unis : 12 février 1991

## Distinctions
Le film a été nommé à l'Oscar du meilleur film documentaire.